# 王泰 (梁)
王 泰（おう たい、生没年不詳）は、南朝斉から梁にかけての官僚。字は仲通。小字は炬。本貫は琅邪郡臨沂県。

## 経歴
王慈の子として生まれた。幼いときから聡明なことで知られた。数歳のときに祖母が孫たちを集めると、棗や栗を床の上に散らして置いた。子どもたちは競ってこれを取ったが、王泰はひとり取らなかった。そのわけを問われると、「取らなくても、もらうことができるからです」と答えた。このため家中の人々は不思議がった。成長すると温和な人物となり、他人に喜怒の感情を見せなかった。著作郎を初任としたが受けず、秘書郎に任じられ、前将軍法曹行参軍・司徒東閤祭酒・車騎主簿に転じた。
蕭衍が霸府を建てると、王泰は驃騎功曹史となった。天監元年（502年）、秘書丞に任じられた。南朝斉の永元末年に後宮から火が出て書庫に延焼したため、宮中の図書はほとんど散逸した状態にあった。王泰が秘書丞となると、図書の書写・修繕・校定・整理をおこなうよう上表した。ほどなく中書侍郎に転じた。南徐州別駕従事史として出向し、有能で知られた。召還されて再び中書侍郎となり、掌吏部郎事をつとめた。掌吏部のまま給事黄門侍郎・員外散騎常侍を歴任した。廷尉・司徒左長史となった。明威将軍・新安郡太守として出向した。寧遠将軍、安右長史として召還され、まもなく侍中に転じた。太子庶子・歩兵校尉となり、再び侍中となった。仁威長史・南蘭陵郡太守に転じ、行南康王府・州・国事をつとめた。南蘭陵郡太守のまま北中郎長史となり、行豫章王府・州・国事をつとめた。入朝して都官尚書となった。ほどなく吏部尚書となったが、人材の選挙をおこなわないまま、病にたおれた。散騎常侍・左驍騎将軍の位を正式に受けないうちに、死去した。享年は45。諡は夷子といった。
はじめ子がなかったため、兄の王観の子の王祁を養子としていたが、晩年になって子の王廓が生まれた。

## 伝記資料
- 『梁書』巻21 列伝第15
- 『南史』巻22 列伝第12